# アファベト
アファベト（ティグリニャ語: ኣፍዓበት、英語: Afabet）は、エリトリア北部・セメナウィ・ケイバハリ地方の町。アファベト地区の行政府所在地でもある。1997年現在の人口は35,673人。アファベトはエリトリア独立紛争の激戦地であり、町全体が塹壕で囲まれている。塹壕は紛争後も再構築され、拡張されている。交通手段としてアファベト空港が存在する。北緯15度11分、東経38度41分。